# Claude Viterbo
Claude Viterbo est un mathématicien français né le 20 avril 1961 à Genève, spécialiste de la géométrie symplectique. Professeur à l'Université de Paris-Sud et à l’École normale supérieure de la rue d'Ulm, il y a été professeur de 2011 à 2021 et  directeur du département de mathématiques de 2013 à 2018.

## Parcours scolaire et universitaire
Claude Viterbo fait ses études secondaires au lycée Louis-le-Grand, avant d'intégrer l'École normale supérieure de la rue d’Ulm (promotion S1980). Il obtient l'agrégation de mathématiques en 1983, obtient une thèse de 3e cycle en 1985, puis devient habilité à diriger des recherches en 1989 sur Topologie symplectique et systèmes hamiltoniens. Il est Professeur à l'Université de Paris-Sud. Il fut également professeur et directeur du département de mathématiques de l'École polytechnique.

## Théorème de Chaperon-Sikorav-Viterbo
Ce théorème, quelquefois appelé théorème d’existence et d’unicité de Sikorav-Viterbo stipule que si {\displaystyle X} est une variété fermée, toute sous-variété lagrangienne de {\displaystyle T^{*}X} isotope à la section nulle {\displaystyle \{(x;0)|x\in X\}} admet une fonction génératrice quadratique à l'infini (fgqi) ; et que de plus, toutes les fgqi d’une telle sous-variété sont équivalentes. Jean-Claude Sikorav a plus particulièrement démontré l'existence de fqgi, pendant que Claude Viterbo en démontrait l'unicité. Ce théorème d'existence a par la suite été étendu par Yuri Chenakov, qui a montré que l'existence de cette classe de fonctions génératrices s'étendait aux variétés non compactes, pour les sous-variétés legendriennes. 
Ce théorème sert de base à la recherche de solutions minimax et solutions de viscosité de l’équation de Hamilton–Jacobi.

## Récompenses
- Reçut pour l’année 1991 une charge de cours au Collège de France par la fondation Claude-Antoine Peccot, chaire annuelle réservée au bénéfice de mathématiciens de moins de trente ans s'étant signalés dans le domaine des mathématiques théoriques ou appliquées[4].
- Prix Carrière de l'Académie des sciences en 1991.
- Prix scientifique IBM de mathématiques en 1993.
- Conférencier invité à l'ICM de Zürich en 1994
- Membre junior de l'Institut universitaire de France de 1995 à 2000.
- Eilenberg Chair, université Columbia, Printemps 2011.
- Prix Levi-Civita 2019[5]

## Publications
- Page personnelle de Claude Viterbo
- Ressources relatives à la recherche :   - Canal-U
  - Mathematics Genealogy Project
  - ORCID
- Symplectic Geometry. A Festschrift in Honour of Claude Viterbo 60's birthday
- A 2024 celebration of Claude Viterbo and his mathematics